# Yūsaku Kamekura
Yūsaku Kamekura (亀倉雄策, Kamekura Yūsaku), né le 6 avril 1915 dans la préfecture de Niigata au Japon et décédé le 11 mai 1997, est un illustrateur et designer japonais, Il est considéré par certains comme le père de la conception graphique contemporaine au Japon.

## Biographie
Yūsaku Kamekura étudie à l'Institut des nouveaux architecture et arts industriels, influencé par le Bauhaus et créé par Ranahichiro Kawakita.
Après son diplôme, il travaille pour la société Nippon-Kobo et son magazine Nippon.